# 梁衡
梁衡（1946年—），男，汉族，山西霍州人，中华人民共和国政治人物、作家、新闻理论家，中国共产党党员，第十一届全国人民代表大会山西地区代表。曾任人民日报社副总编辑。

## 生平
毕业于中共中央党校编审专业。2008年，担任全国人大农业与农村委员会委员。